# 韦斯克
韦斯克（法語：Vesc，法語發音：[vɛsk]）是法国德龙省的一个市镇，属于尼永斯区。

## 地理
韦斯克（44°31'19"N, 5°9'3"E）面积40.48 平方千米，位于法国奥弗涅-罗讷-阿尔卑斯大区德龙省，该省份为法国东南部内陆省份，北起顺时针与伊泽尔省、上阿尔卑斯省、上普罗旺斯阿尔卑斯省、沃克吕兹省和阿尔代什省接壤。
与韦斯克接壤的市镇（或旧市镇、城区）包括：布维耶尔、绍德博讷、孔普斯、克吕皮、迪约勒菲、蒙茹、奥尔西纳、泰西耶尔、瓦卢斯。

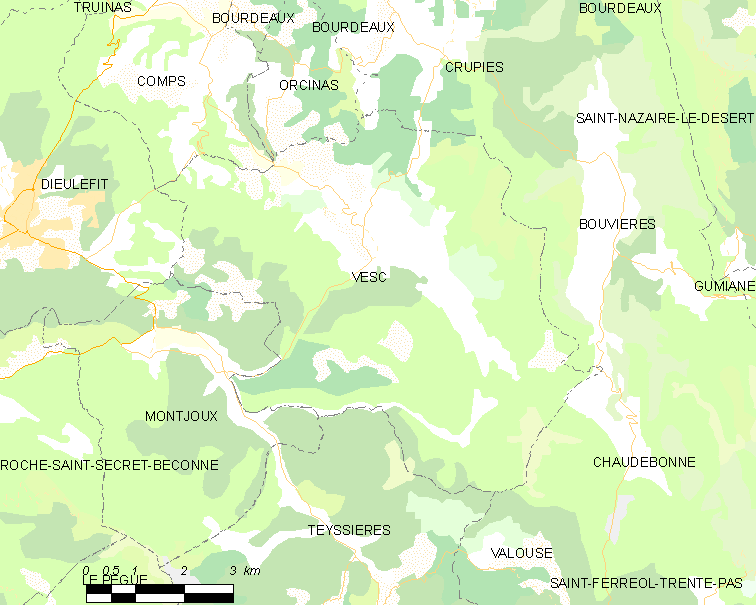
韦斯克的OSM定位图

韦斯克的时区为UTC+01:00、UTC+02:00（夏令时）。

## 行政
韦斯克的邮政编码为26220，INSEE市镇编码为26373。

## 政治
韦斯克所属的省级选区为迪约勒菲县。

## 人口

1962-2008年间韦斯克人口变化图示

韦斯克于2022年1月1日时的人口数量为251人。